# Дієго Чавес Коллінз
Дієго Чавес Коллінз (ісп. Diego Chávez Collins, 11 травня 1995, Веракрус — 14 лютого 2024, Сьюдад-Хуарес) — мексиканський футболіст, що грав на позиції півзахисника.
Виступав, зокрема, за клуб «Веракрус».

## Ігрова кар'єра
Народився 11 травня 1995 року в місті Веракрус. Вихованець футбольної школи клубу «Монаркас».
У дорослому футболі дебютував 2015 року виступами за команду «Веракрус», у якій провів один сезон, взявши участь у 7 матчах чемпіонату. 
Протягом 2016—2017 років захищав кольори клубу «Хуарес».
Своєю грою за останню команду знову привернув увагу представників тренерського штабу клубу «Веракрус», до складу якого повернувся 2017 року. Цього разу відіграв за команду з Веракруса наступні три сезони своєї ігрової кар'єри.
Згодом з 2020 по 2022 рік грав у складі команд «Некакса», «Саламанка», «Толука» та «Карлос Маннуччі».
Останнім місцем ігрової кар'єри була команда «Хуарес», у складі якої вже виступав раніше та повернувся у 2023 році.
Загинув 14 лютого 2024 року на 29-му році життя в автомобільній аварії в місті Сьюдад-Хуарес.